# ハートハウス
ハートハウス(Harthouse)は、ドイツのレコードレーベル。1990年代初頭のドイツテクノシーンを牽引したレーベルである。
設立は1991年。自身もミュージシャンであるスヴェン・フェート(Sven Väth)がEYE-Qレコードのサブレーベルとして立ち上げた。1990年代初期のテクノシーンにおいて、ドイツの代表的なレーベルとして活動する。コンピレーションアルバムのシリーズであるAxis of Visionなどが有名。
1997年にスヴェン・フェート(Sven Väth)とマティアス・ホフマン(Matthias Hoffmann)が離脱し、同レーベルはベルリンへ引っ越したが、その数ヶ月後に倒産した。その後、1998年にUCMG Germanyが権利を買い取って復活したが、2003年にUCMG Germanyが破産することで活動停止。2003年に今度はドイツのマンハイムへ拠点を持つDaredoが権利を買い取り、現在は、ハートハウス・マンハイム( Harthouse Mannheim)としてリリースを継続、もちろん、旧ハートハウスもレーベルとしては存続をさせている。
日本との関わりも深く、1993年にススム・ヨコタがハートハウスからファーストアルバムをリリースしている。

## 主要アーティスト
- スヴェン・フェート
- ハードフロア
- ススム・ヨコタ